# Djupsjön, Västergötland
Djupsjön är en sjö i Ale kommun i Västergötland och ingår i Göta älvs huvudavrinningsområde. Sjön är 6 meter djup, har en yta på 0,09 kvadratkilometer och är belägen 94 meter över havet. Djupsjön ligger i skogsområdet Alefjäll, sjöns västra del ingår i Anfastebo naturreservat.